# Бойт, Филип
Филип Бойт (род. 1971) — кенийский спортсмен-лыжник. Участник трёх зимних Олимпийских игр в Нагано (1998), в Солт-Лейк-Сити (2002), Турине (2006). На зимних Олимпийских играх 2018 года в Пхенчхане был главой делегации.

## Биография
До 1996 года Филип Бойт был бегуном на средние дистанции. В возрасте 25 лет решил стать лыжником.
На Олимпийских играх в Нагано принял участие в лыжной гонке на 10 км классическим стилем. Закончил гонку последним. Его дождались не только судьи и зрители, но и победитель соревнования норвежец Бьорн Дэли.
Филип Бойт участвовал ещё в двух зимних олимпиадах, получив титул «самого медленного лыжника в мире».

## Факты
Дядя Филиппа — Майк Бойт завоевал бронзовую медаль на 800 м на летних Олимпийских играх 1972 года в Мюнхене.